# 完颜匡
完颜匡（1152年—1209年），女真名撒速，金国大臣。大定进士。
被选为金章宗兄弟教读，金章宗即位后，任签书樞密院事、尚书左丞兼修国史，主持《世宗实录》，改为樞密副使。泰和六年（1206年），宋朝韩侂胄伐金，完颜匡为右副元帅，率军克枣阳、随州，围攻襄阳。第二年不克退兵。以平章政事驻守开封，统领各军，嘉定和議达成后回京。受金章宗遗诏，拥立卫绍王完颜永济，1209年任尚书令，封申王。

## 延伸阅读
[在维基数据编辑]
 《金史·卷98》，出自脱脱《遼史》